# Bittacus mastrillii
Bittacus mastrillii är en näbbsländeart som beskrevs av Longinos Navás 1913. 
Bittacus mastrillii ingår i släktet Bittacus och familjen styltsländor. Inga underarter finns listade i Catalogue of Life.